# Velnias
Velnias – bałtyjski bóg umarłych, bydła, dostatku i płodności, jedno z najważniejszych przedchrześcijańskich bóstw Bałtów.

## Imię
Bardziej pierwotne formy imienia Velnias to Vēlenas lub Vēlinas, z kolei formy skrócone to Velas/Véls. W źródłach XVI-wiecznych pojawia się ponadto imię Velionis jako przynależne bogu zmarłych, a także forma żeńska – Veliuonà.
W celu tabuizacji boga określa się również przy pomocy imion zastępczych, wywodzonych z nazw miejsc z nim związanych, np. Raistìnis (Bagienny), Balìnis (od balà – błoto, trzęsawisko), Kìrnis (kìrnis – trzęsawisko), Šilìnis (šilas – bór, las sosnowy), Gabìkis (gabjauja – „miejsce młócki”, gãbija – ogień), Pinčiùkas lub Kaũkas (od pokrewnych bóstwu karzełków zamieszkujących stajnie i obory). Jednym z najczęściej używanych imion zastępczych jest Pìkulas/Pìkis/Pìktis. Inne, brzmiące Ragius („wieszcz”; od regẽti – widzieć) pochodzi od jednego z najważniejszych atrybutów boga, jakim jest jasnowidzenie.